# Widmung (Recht)
Als Widmung bezeichnet man einen Hoheitsakt, durch den ein Gegenstand seinen öffentlich-rechtlichen Sonderstatus erhält. Mit ihr wird der öffentliche Zweck (beispielsweise Gemeingebrauch) festgelegt, dem der Gegenstand zu dienen bestimmt ist. Durch die Widmung allein wird ein Gegenstand noch nicht zur öffentlichen Sache. Er muss dafür tatsächlich in Dienst gestellt worden, also der festgelegten Nutzung entsprechend zugänglich sein (Indienststellung).
Die Widmung und damit die Zweckbestimmung kann auch nachträglich geändert werden (Umwidmung); die Aufhebung bezeichnet man als Entwidmung.

## Voraussetzungen
Damit ein Gegenstand gewidmet werden kann, muss der Widmende privatrechtliche Verfügungsmacht über den Gegenstand haben. Dies ist zum einen dann der Fall, wenn er Eigentümer ist, zum anderen dann, wenn er ein dingliches Nutzungsrecht innehat. Hat der Widmende keine privatrechtliche Verfügungsmacht oder ist sie im Falle der dinglichen Nutzungsberechtigung nicht ausreichend, benötigt er die Zustimmung des Eigentümers.
Mit der Widmung entstehen öffentlich-rechtliche Unterhaltspflichten. Ist der Widmende nicht mit dem Unterhaltungspflichtigen identisch, benötigt er auch von diesem die Zustimmung.
Fehlt die Zustimmung des Eigentümers und/oder des Unterhaltspflichtigen, ist die Widmung rechtswidrig und kann angefochten werden.

## Art der Widmung
Die Widmung geschieht grundsätzlich durch Hoheitsakt, also z. B. Gesetz, Rechtsverordnung, Satzung oder Verwaltungsakt. Aber auch durch Gewohnheitsrecht kann eine Sache gewidmet werden, indem sie „seit jeher“ als öffentliche Sache genutzt wird; wie z. B. der Meeresstrand.
Am häufigsten jedoch geschieht die Widmung durch einen Verwaltungsakt in Form der Allgemeinverfügung nach § 35 Satz 2 Var. 2 VwVfG. Da die Zustimmung des Eigentümers oder des Unterhaltspflichtigen notwendig sein kann, ist der Verwaltungsakt ein mitwirkungsbedürftiger oder mehrstufiger Verwaltungsakt.
Beispiele für Widmungen:
- durch Gesetz: § 1 Abs. 1 Satz 1 LuftVG; § 5 Satz 1  WaStrG
- durch Rechtsverordnung: Einschränkung der Benutzung der Wasserstraßen, § 6 i. V. m. § 46 Nr. 3 WaStrG
- durch Satzung: wirtschaftliche, kommunale Unternehmen
- durch Verwaltungsakt: öffentliche Straßen und Wege (etwa § 2 Abs. 1 FStrG)

## Umwidmung
Eine Umwidmung (Änderungswidmung; im Straßen- und Wegerecht auch Umstufung) liegt vor, wenn der Status oder Zweck einer öffentlichen Sache durch einen Hoheitsakt geändert wird. Beispiel: Eine allgemeine Verkehrsstraße wird zu einer Fußgängerzone umgestuft.
Im Arzneimittelrecht ist eine Umwidmung die Verwendung eines nicht zugelassenen Arzneimittels im Falle eines Therapienotstands.
Im Bankwesen können verlustbringende, nicht nur temporäre Wertminderungen aus Kursrückgängen bei Anleihen als Aktiva (wie bei der Silicon Valley Bank im März 2023) in den EU-Mitgliedstaaten dadurch verhindert werden, dass nach § 340e Abs. 1 HGB (oder gleichlautenden Vorschriften in anderen EU-Mitgliedstaaten) eine Umwidmung dieser Finanzinstrumente vom Held for Trading (Umlaufvermögen) in Held to Maturity (Finanzvermögen) vorgenommen wird. Die Voraussetzung für eine Umwidmung aus dem Handelsbuch in den Anlagebuch ist ausnahmsweise gegeben, wenn außergewöhnliche Umstände zu einer Aufgabe der Handelsabsicht durch das Kreditinstitut führen (§ 340e Abs. 3 HGB) und die Anleihen eine Restlaufzeit von mindestens einem Jahr aufweisen. Ein „außergewöhnlicher Umstand“ kann eine Marktstörung in Form einer Finanzkrise sein wie beispielsweise die Subprime-Krise ab 2007. Die bankenaufsichtsrechtliche Zulässigkeit der „Umbuchungen“ zwischen Anlage- und Handelsbuch ergibt sich aus Art. 104 Abs. 2g Verordnung (EU) Nr. 575/2013 Kapitaladäquanzverordnung (CRR).

## Entwidmung
Eine Entwidmung (im Straßen- und Wegerecht auch Einziehung) ist ein Hoheitsakt zur Statusbeendigung einer öffentlichen Sache. Mit der Entwidmung endet die öffentlich-rechtliche Dienstbarkeit oder das öffentlich-rechtliche Eigentum an der Sache.
Die Entwidmung kann nur in der für die Widmung vorgesehenen Rechtsform erfolgen; ist also die Widmung ein Verwaltungsakt, so muss auch die Entwidmung ein solcher sein („actus contrarius“-Theorie).
Zur sogenannten Nachnutzung siehe auch Nutzung (Gebäude) und Konversion (Stadtplanung).
Zur Freistellung von Bahnbetriebszwecken, häufig auch Entwidmung genannt, siehe bezogen auf Deutschland Freistellung (AEG).

## Religions- und Weltanschauungsgemeinschaften
In Deutschland können Glaubensgemeinschaften als öffentlich-rechtliche Religionsgesellschaften anerkannt sein. Gleiches gilt für Weltanschauungsgemeinschaften entsprechend. In diesem Fall steht auch ihnen die Möglichkeit der Widmung offen. Sie erfolgt
- entweder ausdrücklich durch einen kirchlichen Verwaltungsakt als Beschluss des jeweiligen Leitungsorgans (Kirchengemeindeleitung)
- oder stillschweigend durch entsprechende Benutzung.

Einer staatlichen Genehmigung bedarf es hierfür nicht. Kirchliche öffentliche Sachen werden häufig als res sacrae bezeichnet, wobei sich die Begriffe wohl nicht decken.
Bei Religionsgemeinschaften findet die Entwidmung von Kirchen und res sacrae oft im Rahmen eines Gottesdienstes statt. Das katholische Kirchenrecht spricht hier von Profanierung.
Der Kirchenschließung folgen eine Nachnutzung, ein Leerstand oder ein Abriss.